# Kazaczij Mys
Kazaczij Mys (ros. Казачий Мыс) – wieś (sieło) w Rosji, w obwodzie nowosybirskim, w rejonie tatarskim. W 2010 liczyła 688 mieszkańców.